# Косенков, Александр (легкоатлет)
Александр Косенков (нем. Alexander Kosenkow; род. 14 марта 1977, Токмак) — немецкий легкоатлет советского происхождения, специалист по бегу на короткие дистанции. Выступает на профессиональном уровне с 1995 года, серебряный и бронзовый призёр чемпионатов Европы, победитель ряда крупных международных стартов, многократный чемпион Германии в спринтерских дисциплинах, участник трёх летних Олимпийских игр.

## Биография
Александр Косенков родился 14 марта 1977 года в городе Токмак Киргизской ССР. Его мать имела немецкие корни, и в 1991 году семья эмигрировала из Советского Союза в Германию — поселилась в общине Нойенкирхен-Фёрден.
Первого серьёзного успеха в лёгкой атлетике на международном уровне Александр добился в сезоне 1995 года, когда вошёл в состав немецкой сборной и выступил на юниорском европейском первенстве в Ньиредьхазе, где занял пятое место в индивидуальном беге на 100 метров и вместе с соотечественниками стал бронзовым призёром в зачёте эстафеты 4×100 метров.
В 1997 году в эстафете 4×100 метров выиграл бронзовую медаль на впервые проводившемся молодёжном европейском первенстве в Турку.
В 1999 году на молодёжном европейском первенстве в Гётеборге дошёл до полуфинала в беге на 100 метров и взял бронзу в эстафете 4×100 метров. Также в эстафете показал третий результат на Кубке Европы в Париже.
В 2000 году бежал 60 метров на чемпионате Европы в помещении в Генте, остановился на стадии полуфиналов.
В 2001 году участвовал в программе 200 метров и эстафеты 4×100 метров на чемпионате мира в Эдмонтоне.
Среди достижений 2002 года — первое место в эстафете 4×100 метров на Кубке Европы в Анси, бронзовая медаль на чемпионате Европы в Мюнхене.
На чемпионате мира 2003 года в Париже стартовал в беге на 100 метров и эстафете 4×100 метров, в обоих дисциплинах в финал не вышел. На домашних соревнованиях в Леверкузене установил свой личный рекорд на дистанции 100 метров — 10,14.
В 2004 году в эстафете 4×100 метров стал третьим на Кубке Европы в Быдгоще. Благодаря череде успешных выступлений удостоился права защищать честь страны на летних Олимпийских играх в Афинах, где дошёл до четвертьфинала на дистанции 100 метров, а в эстафете 4×100 метров не смог преодолеть предварительный квалификационный этап.
В 2005 году бежал 200 метров на чемпионате Европы в помещении в Мадриде, занял седьмое место в эстафете 4×100 метров на чемпионате мира в Хельсинки.
В 2007 году в эстафете 4×100 метров стал третьим на домашнем Кубке Европы в Мюнхене и шестым на чемпионате мира в Осаке.
В 2008 году в 200-метровой дисциплине финишировал третьим на Кубке Европы в Анси. Принимал участие в Олимпийских играх в Пекине — в эстафете 4×100 метров показал четвёртый результат.
В 2009 году в эстафете 4×100 метров занял второе место на командном чемпионате Европы в Лейрии, бежал 200 метров и эстафету 4×100 метров на чемпионате мира в Берлине.
В 2010 году в эстафете 4×100 метров стал третьим на командном чемпионате Европы в Бергене, завоевал бронзовую награду на чемпионате Европы в Барселоне.
В 2012 году в эстафете 4×100 метров получил серебро на чемпионате Европы в Хельсинки, выступил на Олимпийских играх в Лондоне.
В 2014 году в эстафете 4×100 метров был вторым на домашнем командном чемпионате Европы в Брауншвейге и на чемпионате Европы в Цюрихе.
В 2015 году отметился выступлением на чемпионате мира по эстафетам на Нассау, где завоевал бронзовую награду в программе эстафеты 4×200 метров. На чемпионате мира в Пекине показал четвёртый результат в эстафете 4×100 метров.
Впоследствии ещё достаточно долго выступал на различных коммерческих стартах в Германии, но на международной арене больше не показывал сколько-нибудь значимых результатов.